# Фокс Ајланд (Вашингтон)
Фокс Ајланд (енгл. Fox Island) насељено је место без административног статуса у америчкој савезној држави Вашингтон.

## Демографија
По попису из 2010. године број становника је 3.633, што је 830 (29,6%) становника више него 2000. године.
| Група             | 2000.         | 2010.         |
| Белци             | 2.604 (92,9%) | 3.313 (91,2%) |
| Афроамериканци    | 18 (0,6%)     | 24 (0,7%)     |
| Азијати           | 46 (1,6%)     | 48 (1,3%)     |
| Хиспаноамериканци | 52 (1,9%)     | 117 (3,2%)    |
| Укупно            | 2.803         | 3.633         |